# Поф Аргир (доместік схол)
Поф Аргир (*Πόθος Ἀργυρός, д/н — до 958) — державний та військовий діяч Візантійської імперії.

## Життєпис
Походив з провінційного знатного роду Аргирів. Син Євстафія Аргира. Розпочав службу за часів імператора Льва VI, також на візантійському флоті. Близько 910 року разом з братом Левом розпочав службу в загоні манглабітів (особистій охороні імператора). Тоді ж після смерті батька спільно з братом поховав того в монастирі Св. Єлизавети в фемі Харсіан.
Брав участь у битві при Архелої 917 році. У 919 році був серед тих, хто підтримав сходження Романа Лакапіна на імператорський трон. Невдовзі брав участь у придушенні повстання Льва Фоки Старшого. Наприкінці 920 або на початку 921 року призначається доместиком схол Заходу. Очолив війська Візантії у війні проти Болгарії. Але у битві при Пегах (неподалік від Константинополя) зазнав поразки від царя Симеона I. У 922 році позбавлено посади.
Після цього залишився у почті імператора Романа I, але той йому вже не доручав керувати військами. Помер до 958 року.

## Родина
- Поф Аргир (д/н—після 958), патрикій